# 1re brigade de cavalerie (Royaume-Uni)
Pour les articles homonymes, voir 1re brigade.
La 1re brigade de cavalerie est une unité de cavalerie de l'armée britannique, créée en mars 1941.

## Historique
En mars 1941, les régiments de la Première Brigade de cavalerie du général britannique James Joseph Kingstone, alors stationnée en Palestine, formée du 1er Régiment de cavalerie de la Garde, du Royal Wiltshire Yeomanry (Prince of Wales's Own) et du Warwickshire Yeomanry, échangent leurs montures pour des camions Ford 15 cwt, tout en conservant dans les grandes lignes l’organisation d’un régiment monté.
Le 1er Régiment de cavalerie de la Garde est composé à parts égales de cavaliers des Life Guards et des Royal Horse Guards.
Les régiments de hussards Royal Wiltshire Yeomanry et Warwickshire Yeomanry remontent tous deux à 1794. Ils sont mécanisés en mars 1941 pour la guerre anglo-irakienne, la campagne de Syrie et l'invasion anglo-soviétique de l'Iran.
Par la suite ils sont équipés en chars pour la campagne d’Afrique du Nord, en 1942, au sein de la 8e Armée britannique du général Montgomery.
Ils se battent ensuite en Italie (Monte Cassino) en 1944.